# 臼砲艦

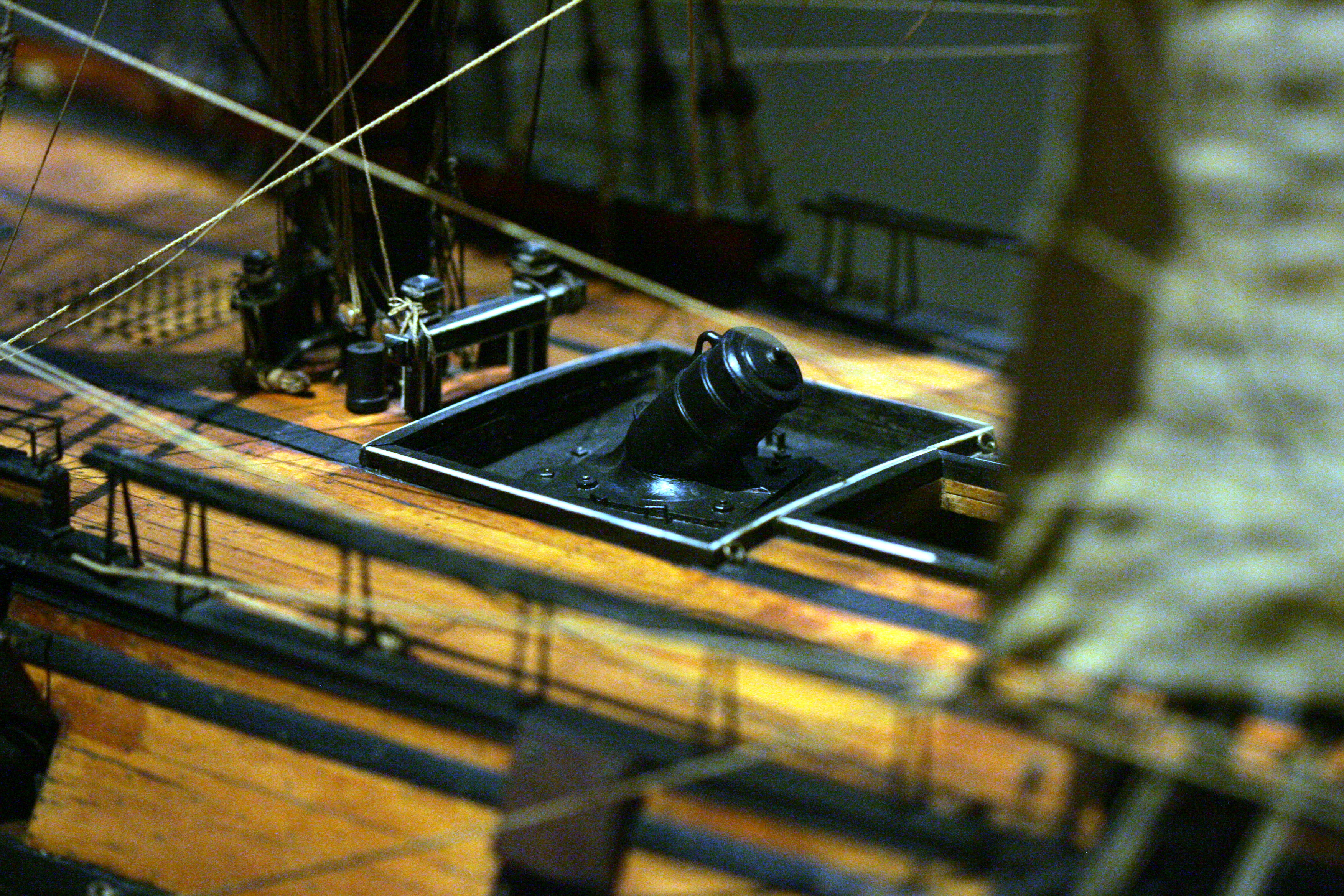
1800年代の臼砲艦フードロワイヤントの模型上の臼砲

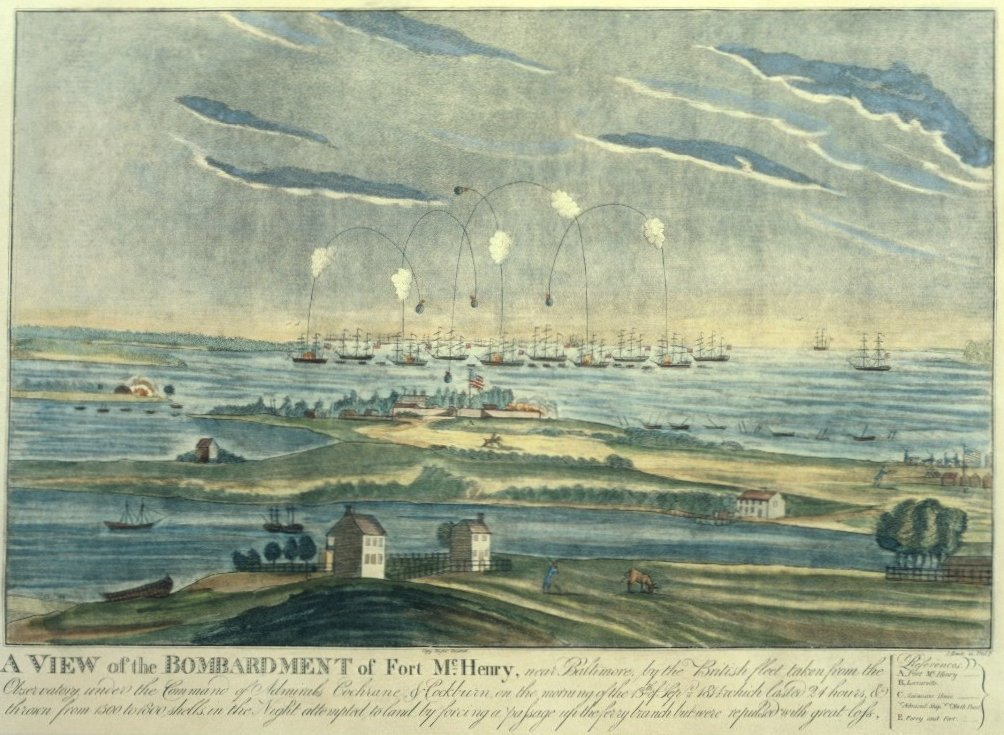
フォートマクヘンリーを攻撃する臼砲艦

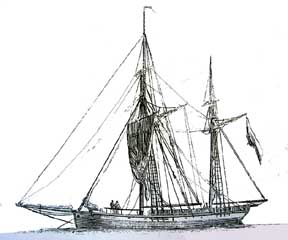
フランス臼砲艦の一種Galiote

臼砲艦（きゅうほうかん）は、長砲やカロネードなどのカノンではなく艦首に装備した臼砲を主兵装とする木造帆走軍艦のことである。英語ではbomb ketchやbomb ship、あるいは両者を総称してbomb vessel、または単にbombなどと呼ばれた。日本語ではボムケッチ、爆弾ケッチなどとも称される。この艦種は沿岸の固定目標への砲撃 (bombarding) に特化した設計だったので、これらの呼称が生まれた。
近代以降、臼砲艦がこなしていた任務はモニターのような専門艦種だけではなく、戦艦をはじめとする多目的の水上戦闘艦も行うようになった。

## 発展
臼砲艦を最初に考案したのはフランス海軍である。最初の臼砲艦Bombardeは1681年にダンケルクで建造された。初期のフランス臼砲艦は前甲板の両側に艦首方向に向けて固定した臼砲を2門備えていて、照準をつけるためにはスプリング索を利用して回頭しなくてはならなかった。
フランスの設計はユグノーの亡命者によってイギリス海軍やオランダにもたらされ、そこで18世紀を通じて改良が行われた。その結果イギリスで発明された中心線上に回転砲架を配置する方式により両舷固定配置は急速に廃れた。この回転砲架は発砲時の大きな反動を支えるため強固な船体構造材によって支えられており、フレームの隙間は弾薬庫として利用された。
初期の臼砲艦は2本マストのケッチ形式に帆装していた。この艦種の操縦性は不満足なものだったが、それは臼砲を積むためにマストを通常より艦尾側に設置していたためでもある。この問題を解決するために1770年代以降のイギリス臼砲艦はシップ形式で設計されるようになる。3本マストの臼砲艦は砲炎から索具を保護するために艦の前部のマストに鎖を使っていることが多かった。
臼砲は当時の海軍で榴弾を使用する唯一の火砲だった。当時は榴弾を大量に貯蔵している船が発砲するのは危険だと考えられており、さらに臼砲を搭載するために艦内容積が犠牲になったこともあって、臼砲艦は普通榴弾と発砲を指揮する士官を乗せた弾薬輸送船を伴って行動した。
臼砲艦の名前は伝統的に火山の名や、爆発を示唆する語からとられていた。また一部の艦は地下世界と関係のある名前が与えられた。他の艦種を臼砲艦に改造した場合は一般的にもとの名をそのまま使用した。
高度に専門化された軍艦である臼砲艦は非常に高価で、二次的任務であるスループとしての活動は最低限しかこなせなかった。しかし臼砲の反動に耐えられる非常に強靭な船体構造を利用し、何隻かは極地探検に使用された。特にエレバスやテラーは著名で、南極の火山であるエレバス山やテラー山はこれらの艦にちなみ命名された。命名慣習からすれば逆が正しいように思えるのだが皮肉な話である。

## 著名な臼砲艦と海戦

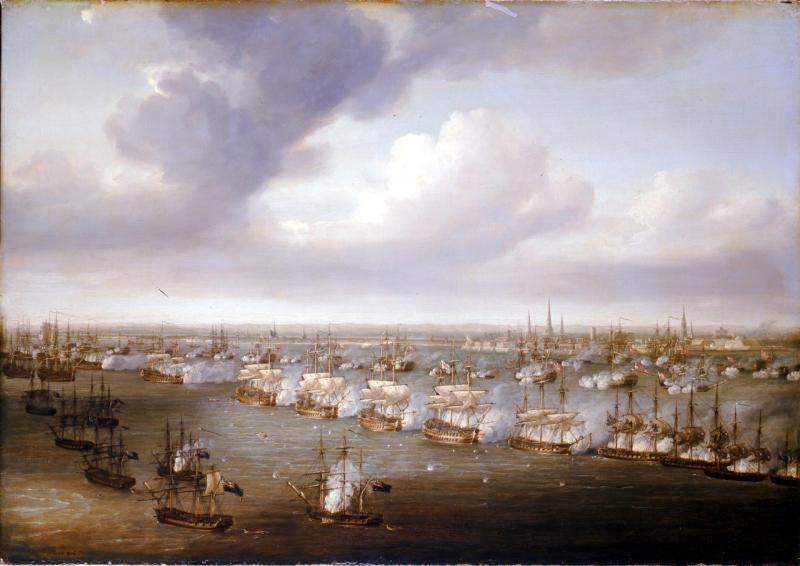
コペンハーゲンの海戦。手前の臼砲艦がイギリス、デンマーク艦隊の向こうの都市を砲撃している。

- 1770年代レースホースとカーカスはさらに補強されて北極探検に向かった。この失敗に終わった遠征には若き日のホレーショ・ネルソンも参加していた。
- 臼砲艦ディスカヴァリー、エクスプロージョン、ヘクラ、サルファ、テラー、ボルケーノ、ゼブラはコペンハーゲンの海戦に参加した。
- サンダー、ヴァスヴィアス、エトナ、ゼブラは1807年の第2次コペンハーゲンの海戦に参加した
- サンダー、エトナは加えて1808年のバスク・ロードの海戦にも参加した。加えてこの海戦には3隻のロケット艦が使用された。
- アメリカ国歌にある「bombs bursting in air」とはボルティモアの戦いでのボルケーノ、ミーティア、デヴァステーション、エトナによるものである。
- ヘクラと姉妹艦のフューリーはウィリアム・エドワード・パリーの北極探検に使用された
- 本文のとおりエレバスとテラーはジョン・フランクリンやジェイムズ・クラーク・ロス、ジョージ・バックなどの極地探検に使用された。